# 歩兵第8連隊
歩兵第8連隊（ほへいだいはちれんたい、歩兵第八聯隊）は、大日本帝国陸軍の連隊のひとつ。

## 概要
大阪鎮台・第4師団の中核部隊であった。明治の陸軍草創期からある古参の歩兵連隊で、佐賀の乱、萩の乱、西南戦争、日露戦争、第一次上海事変、第2次バターン半島攻略戦に参加した。

## 流布された里謡
歩兵第8連隊は「またも負けたか八連隊、それでは勲章九連隊（京都の歩兵第9連隊と「くれんたい（もらえませんよ）」の語呂合わせ）」という里謡と、口数が多く弁舌が立ち、商人気質で損得勘定に敏く、かつ反権力的というステレオタイプかつ偏見混じりの大阪商人気質のイメージとワンセットで語られた事により、「大阪の兵隊は弱い」という風説が生まれた。しかし、実際に第8連隊は特段負け戦をしておらず、また背後に聳える盃ケ岳や多紀連山を使った厳しい訓練や演習で「丹波の鬼」「山岳戦の篠山連隊」と恐れられ、信頼された篠山歩兵第70連隊の直系母体（第8連隊内から要員が捻出・編成され篠山に移駐した連隊）にもなっており、決して弱かったわけではなく、大阪鎮台時代の西南の役に連隊が従事した際には明治天皇より、「戦功ご嘉賞」の詔勅を日本軍で唯一賜るという偉業を達している。太平洋戦争時のバターン・コレヒドール攻略戦に於いても第8連隊は奮戦勝利しており、軍司令官の本間雅晴中将から謝意を述べられている。
編成地と所在地が大阪ではあるが、所属する隊員には、奈良県を始めとした近畿の各府県や徳島県など他の府県出身者、仕事で大阪に出て、大阪で徴兵検査を受けた大阪府外出身者も含まれていた。これは士官にも該当することであり、当然他の連隊にも当てはまることである。この里謡は第4師団を創設した当初から言われており、谷沢永一は、徳富蘇峰が『近代日本国民史』（講談社学術文庫『西南の役』（五）、（六））で引用したのが決定版の役割を果たしたと指摘している。
日本軍解散後の平成になってからも上記の里謡を唱える団体や人物が後を絶たず、新聞社、出版社、知識人にも散見される。『大阪と八連隊-大阪師団抄史』を記した編集した中野公策は、今東光『こつまなんきん』、祖父江孝男・浅井得一 - 中央公論社『県民性』、司馬遼太郎、講談社昭和59年10月号『現代』における小沢昭一・谷沢永一・イーデス・ハンソンとの鼎談が取り上げている。
谷沢永一は、自身の連載で中野の著書を取り上げ、「この里謡が事実としての根拠が絶無である旨は今や明白となった」とし、自身も厳しく叩かれていると記述している。しかし、「捏造された架空の聖徳太子を現今に至っても頑固に信じている人が少なくないのと同様、いったん聞き知った訛伝を修正するのを好まず拒否する」とも記述し、「ほかならぬ大阪人がこのような見下し語になぜ抵抗せず、むしろ口々に言い伝えた理由を詮索すべきである。」と指摘し、ゴーストップ事件と関一の主導による大阪城再建時に移転させられた第4師団に対し、「私ども大阪人はこの一応は自虐的な言い廻しの陰に隠れて、実は陸軍への反感を共有したのである。」との自説を開陳している。
中野は、自身も従軍した伊藤桂一『兵隊たちの陸軍史』、角田房子『いっさい夢にござ候（本田雅晴中将伝）』にもこの里謡が取り上げられていると指摘しており、それらは関幸輔が「現代史研究会」の『現代史研究 第七集』で発表した「日本一弱かった師団」と言う文章を引用し、記述を展開している（「日本一弱かった師団」は、『大阪と八連隊-大阪師団抄史』で取り上げ、「虚言・妄言、ひとりよがりの部を指摘する」、「エスカーレートした粉飾の上塗りを指摘する」と断罪し、詳細に反論している）。
伊藤桂一は、文春新書『若き世代に語る日中戦争』で、連隊にも県民性があったと指摘し、「大阪の兵隊は大阪人らしく、確実に負けるとわかっているときは無理をせず、勝てる見込みがでてきたら反撃する。やはり合理的というのか、頭のいい戦い方をしました。」、「関西の部隊には、何がなんでも戦って玉砕する、と言う考えはないかもしれません。やむなく玉砕することはあったにしても。」との意見を語っている。
石原慎太郎は、「大阪の歩兵第八連隊は弱いので有名だったけれども（笑）」と語り、唐沢俊一や木村政雄などは、この里謡が事実との前提で戦争や徴兵制について語っている。
自身も第8連隊に所属していた東功によれば、日本に滞在していたイギリス人学者のゴードン･スミスが、イギリスの『モーニング・クロニクル』に「大阪人の気質」との記事を寄稿し、「大阪の兵隊は弱腰だとさげすまれていた」、それゆえ「大阪の若い世代はこのたびのロシアとの戦いで汚名をそそぎ、栄誉を得なければと必死の覚悟をし、南山での戦いにおいてすさまじい気力を発揮することになった」との記述を指摘し、この里謡の影響が強かったと指摘している。
『大阪と八連隊-大阪師団抄史』を記した編集した中野は、「心ない人々によって、根も葉もない俗謡の濡れ衣を被せられたまま、国難に殉じられた歩八出身者及び、俗謡のため迷惑を蒙っておられる大阪出身諸部隊と大阪人の冤罪は、誰に訴えたらその潔白を認めてくれるのでしょうか。純真素朴な気持で同胞の身代わりとなって死んでゆかれた幾万の人々のお気持ちを察するとき、万感胸に迫り堪え切れぬものがあって、この書を書き残しました」とあとがきに記している。

## 沿革
- 1874年（明治7年）5月 - 第10大隊と第14大隊を基幹に改編
  - 10月 - 萩の乱で第3大隊が出動
  - 12月18日 - 軍旗拝受。駐屯地は大阪市法円坂。
- 1877年（明治10年） - 西南戦争に従軍
- 1894年（明治27年） - 日清戦争に従軍
- 1897年（明治30年） - 隣接地に兵舎移転。現在の難波宮跡地となっている場所である。
- 1904年（明治37年） - 日露戦争に従軍
- 1914年（大正3年） - 第一次世界大戦、第2大隊が青島の戦いに参加
- 1934年（昭和9年）9月21日 - 室戸台風接近に伴い一個小隊が災害派遣。中本第二小学校の校舎倒壊現場で、下敷きとなった小学生の救助活動を行う[9]。
- 1937年（昭和12年）5月 - 満州駐剳
  - 11月 - 牡丹江省に移駐、中国各地を転戦する
- 1939年（昭和14年） - ノモンハン事件のために派遣されるが到着前に停戦する、その後上海に駐屯
- 1942年（昭和17年）3月6日 - ルソン島リンガエン湾に上陸し第二次バターン半島攻略戦、コレヒドール島攻略戦に参加
- 1943年（昭和18年）9月 - スマトラ島に移動、同地の守備につく
- 1945年（昭和20年） - 仏印に転進し明号作戦に参加、その後タイへ移動
  - 8月 - 終戦

## 歴代連隊長
| 代 | 氏名       | 在任期間               | 備考                |
| -- | ---------- | ---------------------- | ------------------- |
| 1  | 河村洋与   | 1874.5.14 -            | 中佐                |
| 2  | 厚東武直   | 1874.12.27 -           | 中佐                |
| 3  | 川上操六   | 1879.5.11 - 1881.1.22  | 中佐                |
| 4  | 仲木之植   | 1881.2.23 - 1882.3.8   | 中佐                |
| 5  | 青山朗     | 1882.3.10 -            | 中佐                |
| 6  | 小川又次   | 1884.10.28 -           |                     |
| 7  | 宮城彦八   | 1885.5.26 -            | 中佐                |
| 8  | 伊瀬知好成 | 1886.5.27 - 1890.6.13  | 中佐、1890.6.13大佐 |
| 9  | 小林師現   | 1890.6.13 -            | 中佐                |
| 10 | 前田隆礼   | 1891.4.11 - 1896.9.25  | 中佐、1894.12.大佐  |
| 11 | 小畑蕃     | 1896.9.25 - 1897.11.15 | 中佐                |
| 12 | 森脇恒     | 1897.11.15 - 1901.6.1  | 中佐、1899.12.大佐  |
| 13 | 中原渉     | 1901.6.1 - 1903.12.9   | 中佐、1903.4.大佐   |
| 14 | 肥後正奇   | 1903.12.9 - 1904.1.22  | 中佐                |
| 15 | 能美成一   | 1904.1.22 -            | 中佐、1905.3.大佐   |
| 16 | 高島友武   | 1908.12.21 - 1909.5.20 |                     |
| 17 | 近藤末四郎 | 1909.5.20 - 1910.11.30 |                     |
| 18 | 向井斉輔   | 1910.11.30 - 1913.8.22 |                     |
| 19 | 種子田秀実 | 1913.8.22 - 1915.2.15  |                     |
| 20 | 野方芳太郎 | 1915.2.15 - 1916.11.15 |                     |
| 21 | 佐藤武文   | 1916.11.15 -           |                     |
| 22 | 山本清次   | 1921.6.28 -            |                     |
| 23 | 林彦一     | 1923.8.6 -             |                     |
| 24 | 香月清司   | 1925.5.1 -             |                     |
| 25 | 細木研     | 1926.3.2 -             |                     |
| 26 | 山田健三   | 1927.7.26 -            |                     |
| 27 | 溝口清     | 1929.8.1 -             |                     |
| 28 | 松田四郎   | 1932.4.11 -            |                     |
| 29 | 平林盛人   | 1934.3.5 -             |                     |
| 30 | 秋山義隆   | 1936.3.7 -             |                     |
| 31 | 古思了     | 1937.8.2 -             |                     |
| 32 | 杏賢一     | 1938.12.10 -           |                     |
| 33 | 奥津啓三郎 | 1940.7.1 -             |                     |
| 34 | 森田春次   | 1941.7.5 -             |                     |
| 末 | 藤森茂     | 1944.11.19 -           | 中佐                |